# Eurocopter Fennec
Eurocopter (zdaj Airbus Helicopters) AS550 Fennec in AS555 Fennec 2 sta lahka enomotorna večnamenska helikopterja. Zasnovalo jih je podjetje Aérospatiale, ki se je pozneje združilo v Eurocopter (zdaj Airbus Helicopters). Helikopter je poimenovan po lisici Fenek. Vojaške verzije različic AS550 in AS555 se da oborožiti z raketami, strojnicami in torpedi.

## Specifikacije (AS550 C3)
Podatki iz Jane's All The World's Aircraft 2003–2004
Splošne značilnosti
- Posadka: 2
- Število sedežev: 4 potnikov
- Dolžina: 10,93 m (35 ft 10 in) (dolžina trupa), 12,94 m (42 ft 6 in) (z rotorji)
- Višina: 3,34 m (10 ft 11 in)
- Teža praznega letala: 1.220 kg (2.690 lb)
- Maks. vzletna teža: 2.250 kg (4.960 lb)
- Kapaciteta goriva: 540 L (143 US Gal)
- Pogon letala: 1 × Turbomeca Arriel 2B turbogredni motor, 632 kW (847 shp)   (omejen na 500 kW (671 KM))
- Premer glavnega rotorja:  1.069 m (3.507 ft 3 in)
- Površina glavnega rotorja: 89,75 m2 (966,1 sq ft)

Zmogljivost
- Maks. hitrost: 246 km/h (153 mph; 133 kn) (maks. potovalna)
- Neprekoračljiva hitrost: 287 km/h (178 mph; 155 kn)
- Doseg: 648 km (403 mi; 350 nmi)
- Višina leta: 5.280 m (17.323 ft)
- Hitrost vzpenjanja: 10,30 m/s (2.028 ft/min)

Oborožitev

- Nosilci za:
  - 20 mm Giat M621 top
  - Fabrique Nationale de Herstal 7,62 mm ali 12,7 mm strojnice
  - 7 x 2.75in Forges de Zeebrugge ali 12 x 68 mm Thales Brandt rakete
  - BGM-71 TOW protitankovska raketa

## Referenc
1. ↑  Jackson 2003, pp. 244–255.